# Turcja na Zimowych Igrzyskach Paraolimpijskich 2018
Turcja na Zimowych Igrzyskach Paraolimpijskich 2018 – występ kadry sportowców reprezentujących Turcji na igrzyskach paraolimpijskich w Pjongczangu w 2018 roku.
Kadrę reprezentował jeden zawodnik występujący w narciarstwie alpejskim. Był to jego drugi występ w igrzyskach. Rywalizował w dwóch konkurencjach: slalomie gigancie, gdzie zajął 30. miejsce i slalomie, w którym nie ukończył drugiego przejazdu.

## Reprezentanci
| Zawodnik     | Dyscyplina            | Konkurencja   | Podgrupa | Czas    | Strata | Miejsce | Źródło |
| ------------ | --------------------- | ------------- | -------- | ------- | ------ | ------- | ------ |
| Mehmet Çekiç | Narciarstwo alpejskie | Slalom gigant | LW4      | 2:55,74 | +43,27 | 30.     | [ 3 ]  |
| Mehmet Çekiç | Narciarstwo alpejskie | Slalom        | LW4      | DNF     | DNF    | DNF     | [ 4 ]  |